# Eutima sapinhoa
Eutima sapinhoa är en nässeldjursart som beskrevs av Narchi och Hebling 1975. Eutima sapinhoa ingår i släktet Eutima och familjen Eirenidae. Inga underarter finns listade i Catalogue of Life.